# Argumentum ad misericordiam
L'argumentum ad misericordiam, également appelé appel à la pitié, est un sophisme consistant à obtenir l'appui de son argument en exploitant un sentiment de pitié ou de culpabilité chez son adversaire. L'appel à la pitié est une forme d'appel à l'émotion.

## Exemples
- « Vous m'avez certainement mal noté à mon examen. J'ai passé tout l'été à réviser précisément parce que je sais que ma carrière dépend de la note que j'obtiendrai. Si vous me donnez une mauvaise note je serai si triste ! »
- « Mesdames et messieurs du jury, regardez cet homme misérable, dans un fauteuil roulant, incapable d'utiliser ses jambes. Un tel homme peut-il vraiment être coupable de détournement de fonds ? »
- « Pensez aux enfants ! »

## Analyse
Normand Baillargeon déclare qu'il n'est pas toujours illégitime d'en appeler à la pitié, mais que le paralogisme se fait quand l'invocation est injustifiée.
Ainsi l'appel à la pitié peut trouver sa place dans une stratégie argumentative, notamment pour motiver à entreprendre une action qui permettrait de réduire la situation générant l'appel à la pitié. Cependant l'appel à la pitié peut être contre-productif, notamment lorsqu'il se focalise sur les conséquences d'un état de fait plutôt que sur ses causes. D'autres stratégies telles que l'appel à la responsabilité, à la générosité, à la solidarité ou aux intérêts bien compris lui sont donc souvent préférés lorsque le contexte s'y prête.